# Jennifer Pedro de Blas
Jennifer Pedro de Blas (Leganés, España, 9 de julio de 1990) es una exjugadora española de fútbol sala. Ocupaba la posición de portera y su equipo último equipo fue el Universidad de Alicante FSF de la Primera División de fútbol sala femenino de España. Su último partido disputado fue el 14 de junio de 2019 en el partido de cuartos de final de la copa de la Reina, disputado entre el Universidad de Alicante y el Burela.

## Trayectoria
Comenzó jugando en el AD Alcorcón FSF, equipo que estuvo hasta la temporada 2011-12, con el que consiguió dos ascensos a la primera división. Se fue a Francia a estudiar un año y regresó al España al año siguiente fichando por el Atlético de Madrid Navalcarnero, donde permaneció una temporada y ganando una liga, una copa y una supercopa. En la temporada 2014-15 ficha por el Universidad de Alicante FSF, jugando 5 temporadas, hasta su retirada del fútbol sala.

## Selección nacional
Ha jugado con la selección española desde el año 2013 hasta 2018.

## Estadísticas

### Clubes
Actualizado al último partido jugado el 14 de junio de 2019.
| Club | Div.          | Temporada     | Liga  | Liga  | Liga       | Liga      | Copas nacionales(1) | Copas nacionales(1) | Copas nacionales(1) | Copas nacionales(1) | Torneos internacionales(2) | Torneos internacionales(2) | Torneos internacionales(2) | Torneos internacionales(2) | Total(3) | Total(3) | Total(3)   | Total(3)  |
| Club | Div.          | Temporada     | Part. | Goles | Amonestado | Expulsado | Part.               | Goles               | Amonestado          | Expulsado           | Part.                      | Goles                      | Amonestado                 | Expulsado                  | Part.    | Goles    | Amonestado | Expulsado |
| --- | ------------- | ------------- | ----- | ----- | ---------- | --------- | ------------------- | ------------------- | ------------------- | ------------------- | -------------------------- | -------------------------- | -------------------------- | -------------------------- | -------- | -------- | ---------- | --------- |
| AD Alcorcón FSF · España |               |               |       |       |            |           |                     |                     |                     |                     |                            |                            |                            |                            |          |          |            |           |
| 2.ª |               |               |       |       |            |           |                     |                     |                     |                     |                            |                            |                            |                            |          |          |            |           |
| |               | -             | -     | -     | -          | -         | -                   | -                   | -                   | -                   | -                          | -                          |                            | -                          | -        | -        |            |           |
| 1.ª |               |               |       |       |            |           |                     |                     |                     |                     |                            |                            |                            |                            |          |          |            |           |
| 2010-11 |               | -             | -     | -     | -          | -         | -                   | -                   | -                   | -                   | -                          | -                          |                            | -                          | -        | -        |            |           |
| 2.ª |               |               |       |       |            |           |                     |                     |                     |                     |                            |                            |                            |                            |          |          |            |           |
| 2011-12 |               | -             | -     | -     | -          | -         | -                   | -                   | -                   | -                   | -                          | -                          |                            | -                          | -        | -        |            |           |
| Total club | Total club    | -             | -     | -     | -          | -         | -                   | -                   | -                   | -                   | -                          | -                          | -                          | -                          | -        | -        | -          |           |
| Atlético de Madrid Navalcarnero · España |               |               |       |       |            |           |                     |                     |                     |                     |                            |                            |                            |                            |          |          |            |           |
| 1.ª |               |               |       |       |            |           |                     |                     |                     |                     |                            |                            |                            |                            |          |          |            |           |
| 2013-14 | 16            | 0             | 2     | 0     | 2          | 0         | 0                   | 0                   | -                   | -                   | -                          | -                          | 18                         | 0                          | 2        | 0        |            |           |
| Total club | Total club    | 16            | 0     | 2     | 0          | 2         | 0                   | 0                   | 0                   | -                   | -                          | -                          | -                          | 18                         | 0        | 2        | 0          |           |
| Univ. Alicante FSF · España |               |               |       |       |            |           |                     |                     |                     |                     |                            |                            |                            |                            |          |          |            |           |
| 1.ª |               |               |       |       |            |           |                     |                     |                     |                     |                            |                            |                            |                            |          |          |            |           |
| 2014-15 | 23            | 1             | 0     | 0     | 1          | 0         | 0                   | 0                   | -                   | -                   | -                          | -                          | 24                         | 1                          | 0        | 0        |            |           |
| 2015-16 | 29            | 1             | 2     | 0     | 1          | 0         | 0                   | 0                   | -                   | -                   | -                          | -                          | 30                         | 1                          | 2        | 0        |            |           |
| 2016-17 | 29            | 0             | 0     | 0     | 2          | 0         | 0                   | 0                   | -                   | -                   | -                          | -                          | 31                         | 0                          | 0        | 0        |            |           |
| 2017-18 | 27            | 1             | 4     | 0     | 2          | 0         | 0                   | 0                   | -                   | -                   | -                          | -                          | 29                         | 1                          | 4        | 0        |            |           |
| 2018-19 | 22            | 1             | 0     | 1     | 1          | 0         | 0                   | 0                   | -                   | -                   | -                          | -                          | 23                         | 1                          | 0        | 1        |            |           |
| Total club | Total club    | 130           | 4     | 6     | 1          | 7         | 0                   | 0                   | 0                   | -                   | -                          | -                          | -                          | 137                        | 4        | 6        | 1          |           |
| Total carrera | Total carrera | Total carrera | 146   | 4     | 8          | 1         | 9                   | 0                   | 0                   | 0                   | -                          | -                          | -                          | -                          | 155      | 4        | 8          | 1         |
| (1) Incluye datos de Copa de España / Supercopa de España. (2) Incluye datos de Campeonato de Europa de Clubes y Copa Intercontinental. (3) No incluye datos de partidos amistosos. |               |               |       |       |            |           |                     |                     |                     |                     |                            |                            |                            |                            |          |          |            |           |

## Palmarés y distinciones
- Liga española: 1

2013-14
- Copa de España: 1

2014
- Supercopa de España: 1

2013
- Copa de Europa de Fútbol Playa: 1

2022